# لقاح كيورفاك
لقاح كيورفاك (بالإنجليزية: CureVac COVID-19 vaccine)‏ (الاسم الدولي: Zorecimeran) (الاسم الرمزي: CVnCoV)؛ هو لقاح مرشح ضد مرض فيروس كورونا، تعمل شركة كيورفاك الألمانية على تطويره وإنتاجه بتقنية الرنا بالتعاون مع تحالف ابتكارات التأهب الوبائي، وهو مخصص للإعطاء عن طريق الحقن العضلي.
بدأ تطوير اللقاح في عام 2020، ودخل المرحلة الأولى من التجارب السريرية في يونيو من العام نفسه على مجموعة من المتطوعين بلغ عددهم 250 شخصًا تتراوح أعمارهم ما بين 18 و60 عامًا، ثم دخل اللقاح القسم الأوّل من المرحلة الثانية في سبتمبر من نفس العام على مجموعة متطوعين بلغ عددهم 660 شخصًا، قُسمت إلى فريقين، فريق كبار السن ممن بلغوا الستين فما فوق، وفريق الأصغر سنًا ممن يتراوح عمرهم ما بين 18 و60 سنة. نشرت شركة «كيورفاك» نتائج المرحلة الأولى والقسم الأوّل من المرحلة الثانية في 2 نوفمبر، حيث أعلنت أن اللقاح أظهر فاعلية ودرجة عالية من الأمان، في ديسمبر 2020، بدأت الشركة القسم الثاني من المرحلة الثانية والمرحلة الثالثة من التجارب السريرية بمشاركة أكثر من 35 ألف متطوع.